# Diapetimorpha montezuma
Diapetimorpha montezuma är en stekelart som först beskrevs av Cameron 1885.  Diapetimorpha montezuma ingår i släktet Diapetimorpha och familjen brokparasitsteklar. Inga underarter finns listade i Catalogue of Life.